# Суоперя — Куусамо (МАПП)
Су́опе́ря — Ку́усамо (фин. Kuusamo-Suoperän rajanylityspaikka) — многосторонний автомобильный пункт пропуска на российско-финляндской границе. Находится на 170 км федеральной автодороги Р-21 «Кола» Подъезд к МАПП «Суоперя».
Со стороны России МАПП Суоперя, расположен в Республике Карелия, на территории Кестеньгского сельского поселения Лоухского района, в Суоперя. Входит в сферу деятельности Карельской таможни. Ближайший населённый пункт посёлок Пяозерский.
Со стороны Финляндии таможенная и пограничная станция Куусамо (фин. Kuusamon tulli ja raja-asema), расположена на территории городского муниципалитета Куусамо провинции Северная Остроботния / Северная Похьянмаа.
Классифицируется как автомобильный грузопассажирский многосторонний пункт, рассчитанный на пропуск до 150 транспортных средств в сутки.

## История

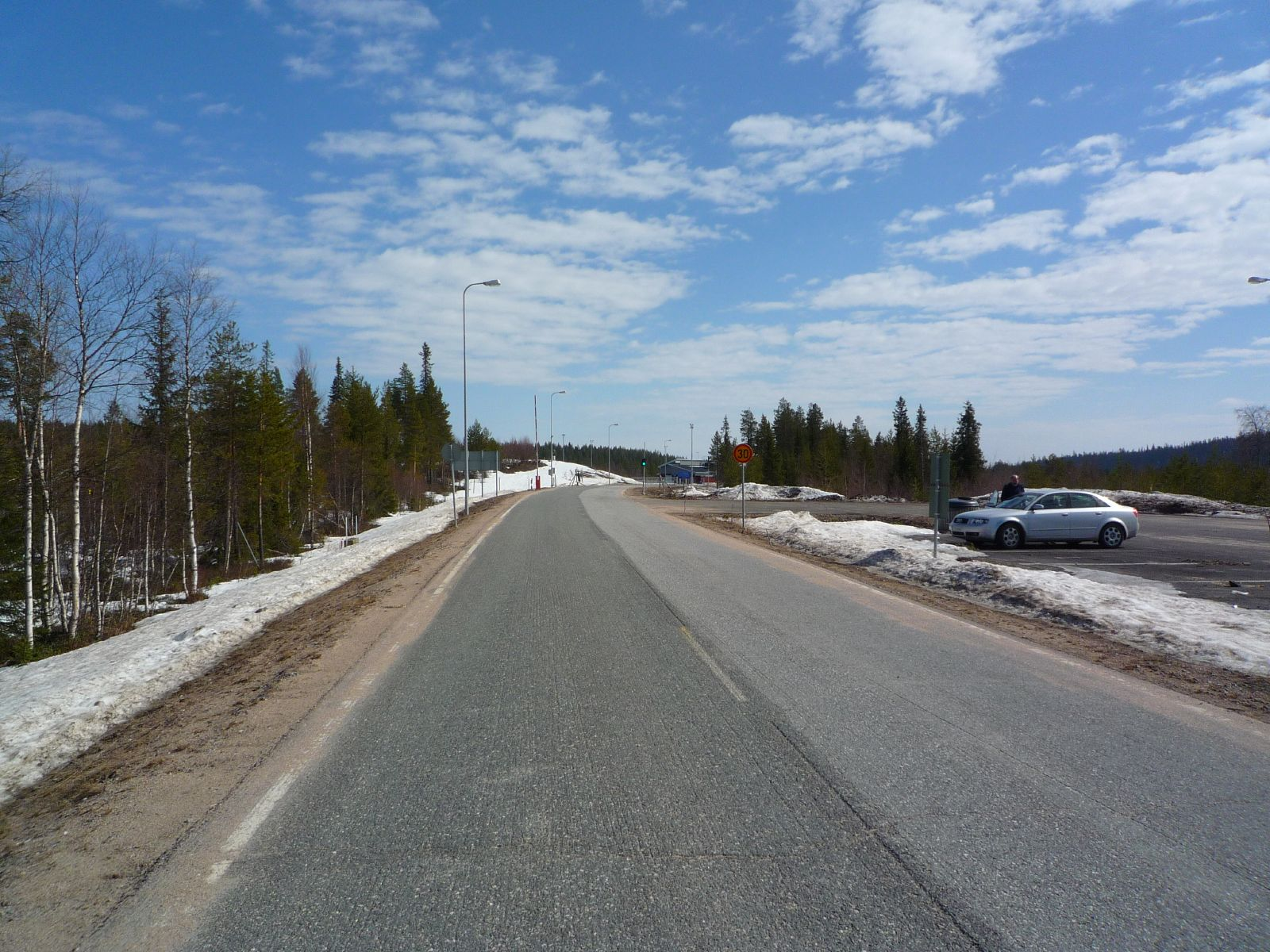
Вид на пункт пропуска «Куусамо» в Финляндии.

Пункт пропуска открылся 11 января 1965 года под названием «Суоперя — Кортесалми» и использовался исключительно для перевозки через границу древесины.
В 1990 году пункт пропуска был преобразован в пункт упрощенного пропуска: пересекать границу через него могли лишь граждане РФ и Финляндии по специальному разрешению.
В ноябре 2001 года правительства России и Финляндии приняли принципиальное решение о модернизации пункта пропуска, преобразовании его в международный автомобильный пункт пропуска. Строительство профинансировал Европейский союз по программе «TACIS» по линии программы «Приграничное сотрудничество» и обошлось оно в 6 миллионов евро.
Тендер Еврокомиссии на проведение строительных работ выиграла финская компания Peab Seicon Оу, дочерняя фирма Peab Grup. Рабочая документация проекта «Многосторонний автомобильный пункт пропуска «Суоперя» разработана Инженерным центром «Штрих» в 2004 году.
Строительство было завершено весной 2006 года, однако открытие МАПП «Суоперя — Куусамо» состоялось только 5 октября 2006 года. С 6 октября пункт пропуска начал работать обычном режиме: ежедневно с 08:00 до 20:00.
|  |

|  |

|  |

|  |

|  |

|  |

|  |

|  |